# Цеца
Светлана Ражнатовић (рођ. Величковић; Житорађа, 14. јун 1973), познатија као  Цеца, српска је певачица и телевизијска водитељка. Дебитовала је 1988. и од тада издала шеснаест албума, који су продали око седам милиона примерака, што је чини једном од најпродаванијих српских извођача свих времена.
Често називана „српском мајком”, препозната је као једна од најпопуларнијих турбо-фолк певачица у Србији. Описивана је као регионална музичка звезда. С концертима 2006. и 2013. на Ушћу држи рекорд за један од најпосећенијих концерата на свету икад, где је присуствовало више од 150.000 људи. Године 2023. постала је најмлађа добитница награде за животно дело на Сабору народне музике Србије.

## Детињство и младост
Рођена је 14. јуна 1973. у Житорађи, у тадашњој Социјалистичкој Републици Србији. Ћерка је учитељице Мире и машинбравара Слободана Величковића. Има сестру Лидију, која је 11 месеци млађа од ње. Као дете, живела је са дедом и бабом, који су је одгајили. Након завршетка основне школе, посвећује се музичкој каријери. Ванредно је завршила Средњу школу Житорађа.

## Каријера

### 1988—1989:Цветак зановетакиЛудо срце
Имала је девет година када је први пут запевала пред публиком, а тринаест када је наступала у једном хотелу на црногорском приморју, док је летовала са родитељима. Њен наступ је запазио Мирко Кодић, тада познати хармоникаш, који јој је помогао да сними своју прву плочу. Студијски албум Цветак зановетак објавила је 1988. године, и за разлику од осталих певача, већ са тинејџерском песмом Цветак зановетак стиче огромну популарност. Са овом песмом је освојила једну од награда публике и стручног жирија на Фестивалу народне музике Илиџа. Албум Цветак зановетак објављен је за ПГП РТБ.
Већ следеће године, објавила је и други албум назван Лудо срце. Истоимена песма и песма Буди дечко мој биле су доста слушане, док су песме Лепотан и Забранићу срцу да те воли постале хитови. Наредне 1990. године, објавила је свој трећи албум, Пустите ме да га видим, на ком је највећи хит била песма Ципелице, још једна тинејџерска песма. Касније су се издвојиле песме Другарице, проклетнице и Пустите ме да га видим.

### 1990—1992:Пустите ме да га видимиБабарога
Године 1990. постаје најпопуларнија фолк певачица у бившој Југославији, а плоче јој се продају у 350.000 примерака. Следеће године, своје пунолетство прославља на посебан начин, објављивањем албума Бабарога, са хитовима Бабарога, Волим те, Бивши и Хеј вршњаци. После овога, снима албум Шано, душо (који је 1991. године снимљен само за архиву ПГП РТБ-а). Албум се никада није појавио на тржишту, али су на -у процуреле песме као што су Мој Драгане и Димитријо, сине Митре. На албуму се такође налазе песме Зајди, зајди и Мито бекријо, али се никада нису појавиле. Године 1992. снима дует са Драганом Којићем Кебом, под насловом У сну љубим медна уста.

### 1993—1994:КукавицаиЈа још спавам у твојој мајици
Започиње сарадњу са Александром Радуловићем и Марином Туцаковић, те снима албум Шта је то у твојим венама и реиздање Кукавица (оба из 1993). Песма Кукавица постаје хит године, док Цеца одржава свој први концерт пред 12.000 људи на стадиону Ташмајдан.
Свој шести албум, Ја још спавам у твојој мајици, са хитовима Ја још спавам у твојој мајици, Волела сам те, Ваздух који дишем, Куда иду остављене девојке и Девојко вештице, објављује 1994. године. Такође, исте године снима дуетску песму Ко на грани јабука са Жељком Шашићем.

### 1995—1996:Фатална љубавиЕмотивна луда
Свој седми студијски албум, Фатална љубав, објавила је 1995. године. Следе песме Београд, Иди док си млад и Фатална љубав. Прави запажен концерт године у Хали Пионир. Године 1996. објављује осми албум, Емотивна луда, са хитовима Кад би био рањен, Рођен са грешком, Мртво море, Доктор и Неодољив неумољив.
Године 1996. приказан је филм Нечиста крв у ком је глумила Коштану, који је снимљен неколико година раније. Међутим, њена улога је у потпуности избрисана из финалне верзије филма. Након тога, појавиле су се спекулације да је њен супруг Жељко Ражнатовић забранио приказивање ње у филму. Године 2012. приказана је серија Тајна нечисте крви која садржи сцене у којима се појављује Цеца.

### 1997—2000:МаскарадаиЦеца 2000
Свој девети албум, Маскарада, објављује 1997. године. Због НАТО бомбардовања Југославије, одлаже промоцију албума. Крајем 1999. издаје албум Цеца 2000 и хитове Вотка са утехом, Црвено, Доказ и Опроштајна вечера. На овом албуму се налази и дует са Ацом Лукасом и групом Луна. Њен супруг Жељко убијен је 15. јануара 2000. године у атентату. Након тога, она прекида промоцију албума и неко време се повлачи из јавности.

### 2001—2005:ДеценијаиГоре од љубави
У октобру 2001. прекида медијску паузу, те објављује свој једанаести албум, Деценија. Албум садржи популарну песму 39,2 са техно музиком, која остварује велики успех.
Дан након њеног рођендана, 15. јуна 2002. године, одржава концерт пред 80.000 људи у Београду на стадиону Маракана. Дуго година била је председница фонда „Треће дете”. Свој дванаести албум, Горе од љубави, објављује 2004. године. Већ наредне издаје свој први ремикс-албум, Лондон микс. Албум је продат у тиражу од 100.000 примерака.

### 2006—2012:Идеално лошаиЉубав живи
У мају 2006. покреће промоцију концерта на Ушћу, одржаном 17. јуна исте године, као и продају албума Идеално лоша чија је премијера одржана на концерту. Током 2011. године снимила је нови албум под именом Љубав живи, који је био у продаји од 17. јуна те године.
Након што је у фебруару 2012. године изашла из кућног притвора, започела је турнеју Љубав живи која је трајала до лета 2013. године. У јуну 2012. издала је Цеца специјал у коме се налазио часопис са интервјуом као и албум Љубав живи и нови поклон, Ц-клуб, у коме су рађени ремикси песама са последњег албума, те две нове песме: Загрљај и Пробуди ме кад буде готово.

### 2013—2015:ПозивиПинкове звезде
Године 2013. издаје свој петнаести студијски албум, Позив. Свој други концерт на Ушћу у Београду је одржала 28. јуна 2013. године. На концерту је било око 150.000 гледалаца. Овим концертом, оборила је рекорд посете у овом делу Европе. На концерту је присуствовало преко 150.000 посетилаца, а тај догађај је један од најпосећенијих у историји који је нека позната личност одржала у Београду. Албум и истоимена турнеја оствариле су велики успех. Дана 30. августа 2014. године, на стадиону фудбалског клуба Славија у Источном Сарајеву, одржала је концерт пред више од 30.000 људи.
Од 2014. до 2016. била је чланица жирија певачког такмичења Пинкове звезде. Након две сезоне, изашла је из музичког такмичења, а заменила ју је Драгана Мирковић.

### 2016—данас:АутограмиЗвезде Гранда
Шеснаести студијски албум Аутограм објавила је 25. јуна 2016. године. Дана 8. децембра 2018. одржала је бесплатан концерт у Косовској Митровици, као знак подршке протесту Срба са Косова и Метохије због одлуке привремених институција самоуправе о стопостотном повећању таксе на робу из централне Србије и Босне и Херцеговине. Концерту је присуствовало 10.000 посетилаца, а она је отпевала своје највеће хитове и одржала говор подршке.
У јулу 2021. приказана је епизода Српска мајка у склопу емисије Јунаци доба злог, која на негативан начин приказује Цецин живот. Пре емитовања епизоде, њен адвокат Радомир Мунижаба обратио се станици N1 и затражио да се епизода не емитује јер су „досадашњи јунаци серијала приказани у негативном контексту”, те се ништа у вези са њом не може објављивати без њене изричите сагласности, будући да је „заштитила жиг, лик и дело”. Епизода је приказана, али је три дана касније уклоњена због кршења ауторских права.
Дана 2. августа 2021. најављена је као чланица жирија музичког такмичења Звезде Гранда, уместо дотадашње Јелене Карлеуше. Наредне године, по почетку рада станице Блиц ТВ, наступа у ријалити-емисији Цеца-шоу који прати њен живот.

## Приватни живот

### Брак и материнство
Током наступа за Српску добровољачку гарду (СДГ), паравојну формацију познату и као Арканови тигрови, у Ердуту је 11. октобра 1993. током рата у Хрватској упознала свог будућег супруга Жељка Ражнатовића преко поп певача Оливера Мандића. Када је основана Странка српског јединства (ССЈ), Ражнатовић је од ње затражио да наступа. У то време је био ожењен, а развод којим је тај брак окончан завршен је два месеца пре венчања њега и Цеце. Запросио ју је 7. јануара 1995. године, а венчали су се месец дана касније, 19. фебруара. Њени родитељи су у почетку били против брака. Венчање је приказано на телевизији као специјал под насловом Цеца и Аркан, а српски медији су га назвали „српском бајком”. Заједно имају двоје деце, сина Вељка рођеног 1996. и ћерку Анастасију рођену 1998. године. Између два рођења, 30. септембра 1997. године, Ражнатовић је оптужен за ратне злочине, злочине против човечности и тешка кршења Женевске конвенције. На њега су четворица наоружаних људи пуцали 15. јануара 2000. године у хотелу Интерконтинентал. Упркос мецима, још неко време је остао жив, али је касније умро у њеним рукама у задњем седишту аутомобила који их је возио ка болници. После петнаест месеци жаловања, први пут се јавно појавила у априлу 2001. године у телевизијском интервјуу, рекавши за свог супруга: 
„Део мене је тог дана умро… Увек ћу га волети, и само њега, сигурна сам у то…”

### Правна питања
Када је 12. марта 2003. године извршен атентат на председника Владе Републике Србије Зорана Ђинђића, то је подстакло власти у Србији да покрену операцију Сабља. У њеном дому у Београду извршена је рација у склопу сузбијања мреже криминалаца и националиста који стоје иза атентата. Рација је довела до темељне истраге. Цеца је ухапшена 17. марта 2003. године и оптужена за илегално поседовање вишеструког ватреног оружја. Била је једна од десетина људи који су били у притвору, те провела три месеца у затвору. Тврдила је да је ватрено оружје у кућу донео њен покојни супруг.
Године 2011. изјаснила се кривом за проневеру милиона евра од трансфера играча фудбалског клуба ФК Обилић, који је наследила од покојног супруга, те поново противправно поседовање једанаест оружја. Продала је петнаест играча ФК Обилић у неколико међународних фудбалских клубова (као што је ФК Фенербахче). Српски државни тужиоци оптужили су је да је узела за личну употребу илегални удео у продаји петнаест играча. Она је негирала да је била умешана у било какве илегалне радње, рекавши да је њен покојни супруг одговоран за ФК Обилић и да му припада и једанаест нелегално поседованих оружја пронађених у њеном дому. Нагодбом о признању кривице, наложено је да проведе осам месеци у кућном притвору, избегавајући максималну казну коју су оптужбе против ње могле бити изречене, 12 година затвора.
Званично јој забрањен улазак у Хрватску због проглашења непожељном особом. У једном интервјуу изјавила је да због тога увек остаје опрезна док бира своје путне руте и да се може само насмејати на њихове забране.

## Дискографија
- Цветак зановетак (1988)
- Лудо срце (1989)
- Пустите ме да га видим (1990)
- Бабарога (1991)
- Шта је то у твојим венама (1993)
- Ја још спавам у твојој мајици (1994)
- Фатална љубав (1995)
- Емотивна луда (1996)
- Маскарада (1997)
- Цеца 2000 (1999)
- Деценија (2001)
- Горе од љубави (2004)
- Идеално лоша (2006)
- Љубав живи (2011)
- Позив (2013)
- Аутограм (2016)

## Филмографија
| Година     | Наслов                           | Улога   | Напомене                  |
| ---------- | -------------------------------- | ------- | ------------------------- |
| 1995.      | Цеца и Аркан                     | себе    |                           |
| 2004.      | Сав тај фолк                     | себе    |                           |
| 2012.      | Тајна нечисте крви               | Коштана | главна улога              |
| 2014—2016. | Пинкове звезде                   | себе    | чланица жирија            |
| 2017.      | Никад није касно                 | себе    | гостујућа чланица жирија  |
| 2018.      | Лепа Брена: Године Слатког греха | себе    |                           |
| 2021—данас | Звезде Гранда                    | себе    | чланица жирија и менторка |
| 2022—данас | Цеца-шоу                         | себе    |                           |

## Турнеје
- (1993)
- (1994)
- (1995)
- (2002)
- (2005)
- (2006—2010)
- (2012—2013)
- (2013—2016)
- (2016—2020)
- (2021)